# Parmeliella granulata
Parmeliella granulata är en lavart som beskrevs av I. M. Lamb. Parmeliella granulata ingår i släktet Parmeliella och familjen Pannariaceae.   Inga underarter finns listade i Catalogue of Life.